# Митрополичий собор Святої Рівноапостольної Марії Магдалини
Митрополи́чий собо́р Свято́ї Рівноапо́стольної Марі́ї Магдали́ни (пол. Sobór Metropolitalny Świętej Równej Apostołom Marii Magdaleny) — церква у Варшаві на алеї «Солідарності», зведена в другій половині XIX ст. для потреб зростаючої російської спільноти, що оселялась в районі під назвою Прага Північна, а також з метою надовго розмістити об'єкт характерно російської архітектури візантійського стилю у важливій точці міста. Після акції повернення православних храмів в часи другої Речі Посполитої, стала однією з двох осібно розміщених в місті православних церков, котрі не були знищені або адаптовані для інших потреб. Статус митрополичого собору храм має від 1921 року. Є головною церквою Православної церкви Польщі. Службу проводить митрополит Варшави і цілої Польщі Савва (Грицуняк).

## Історія

### Передумови і обставини початку будівництва

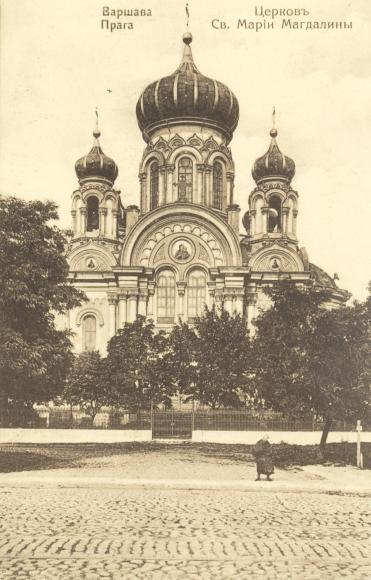
Вигляд собору в 1909 році

Стрімкий розвиток варшавської Праги відбувався протягом другої половини XIX ст. Він був пов'язаний із загальним зростанням значення Варшави та призвів до активного заселення цього міста. Серед приїжджих домінували росіяни і та інші національності, що були православними. До цієї ж конфесії належали солдати двох російських гарнізонів, що перебували в Празі. У цілому з-поміж інших конфесій православні становили кільканадцять відсотків від усього населення. Найближчим православним храмом була церква на лівому березі Вісли і в зв'язку із цим православні неодноразово звертались до єпископа варшавського і новогеоргіївського Іоаннікія (Горського) з проханням почати будівництво нового храму. В листопаді 1865 року єпископ отримав згоду намісника Польського Царства Федора Берга на формування комітету, котрий мав наглядати за будівництвом. Два роки по тому єпископ оголосив початок підготовчих робіт.
Членами комітету були князь Володимир Черкаський і генерал Рожнов, для котрих будівництво церкви в Празі було відповіддю на реальні потреби людей і водночас нагодою зведення в стратегічному пункті міста (навпроти Віленського вокзалу) чергового об'єкту, котрий свідчив би про тривалу приналежність Варшави до Російської імперії. За словами Рожнова, храм мав бути черговим засобом утвердження тут російського народу. По завершенню будівництва генерал Рожнов та керуючий справами полковник Паліцин отримали державні відзнаки.
Через стратегічний характер будови, архітектор Священного Синоду Микола Сичов уже у 1867 році представив готовий проект і кошторис. Згідно з ним, планувалось зведення однобанної церкви без дзвіниці, що мало коштувати 122 тисячі рублів. Петербурзький комітет церковного будівництва впровадив істотні модифікації проекту, наказавши уподібнити храм до аналогічних у Києві, що мало підкреслювати зв'язок православ'я на польських землях із Київською православною митрополією, заперечуючи твердженням про його чуже походження і штучне впровадження. Доручено також звести дзвіницю, що піднімало вартість робіт до 140 тисяч рублів. Комітет будівництва церкви, прагнучи отримати державне дофінансування, прийняв поправки, наказуючи звести святиню, що в плані близька до грецького хреста і накрити п'ятьма банями, згрупованим довкола більшої центральної. Площа будівлі, після змін в проекті, мала би складати 766 квадратних метрів, даючи змогу 800—1000 особам брати участь у службі.

### Будівництво

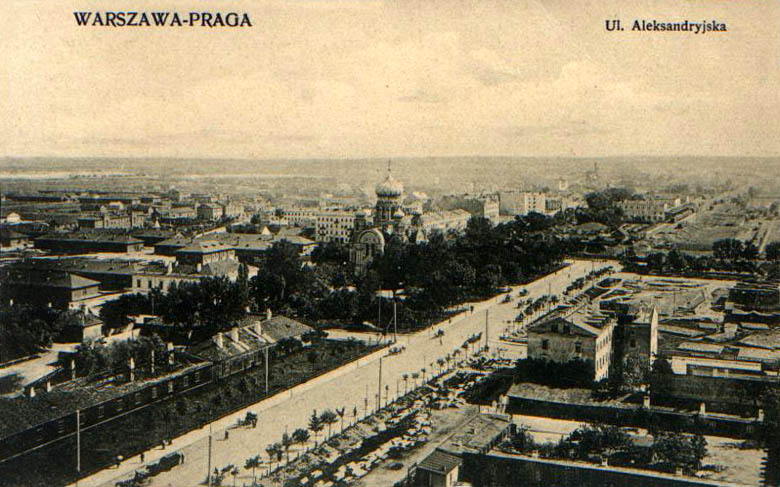
Церква св. Марії Магдалини в панорамі тодішньої вул. Александрійської (нинішня алея «Солідарності»)

Наріжний камінь був закладений 14 червня 1867, однак спочатку потрібно було провести роботи зі стабілізації вологого ґрунту. Попри те, що початково будівництво відставало від графіку, будівля була завершена вже до кінця 1868 року, а праці над інтер'єром тривали ще шість місяців. Роботами керував інженер полковник Паліцин. Таким чином у Варшаві з'явилась перша архітектурно цілком самобутня православна святиня. Решта храмів, такі як церква св. Трійці на Підваллі, або церква Ікони Матері Божої Володимирівської на Волі, містились в колишніх римо-католицьких будівлях, окрім того були частинами великих архітектурних комплексів, що створювало обмеження для їх творців (напр. Церква св. Олександра Невського на Варшавській цитаделі). При будівництві церкви працювали виключно російські митці.
У день освячення церкви відбулась урочиста хода варшавського православного кліру, котра вирушила під звуки дзвонів о дев'ятій годині ранку з собору Святої Трійці, що на вулиці Довгій. Процесію урочисто привітав єпископ Іоаннікій, котрий близько десятої розпочав урочистість, а потім відправив службу на знак подяки.

### Функціонування церкви до Першої світової війни

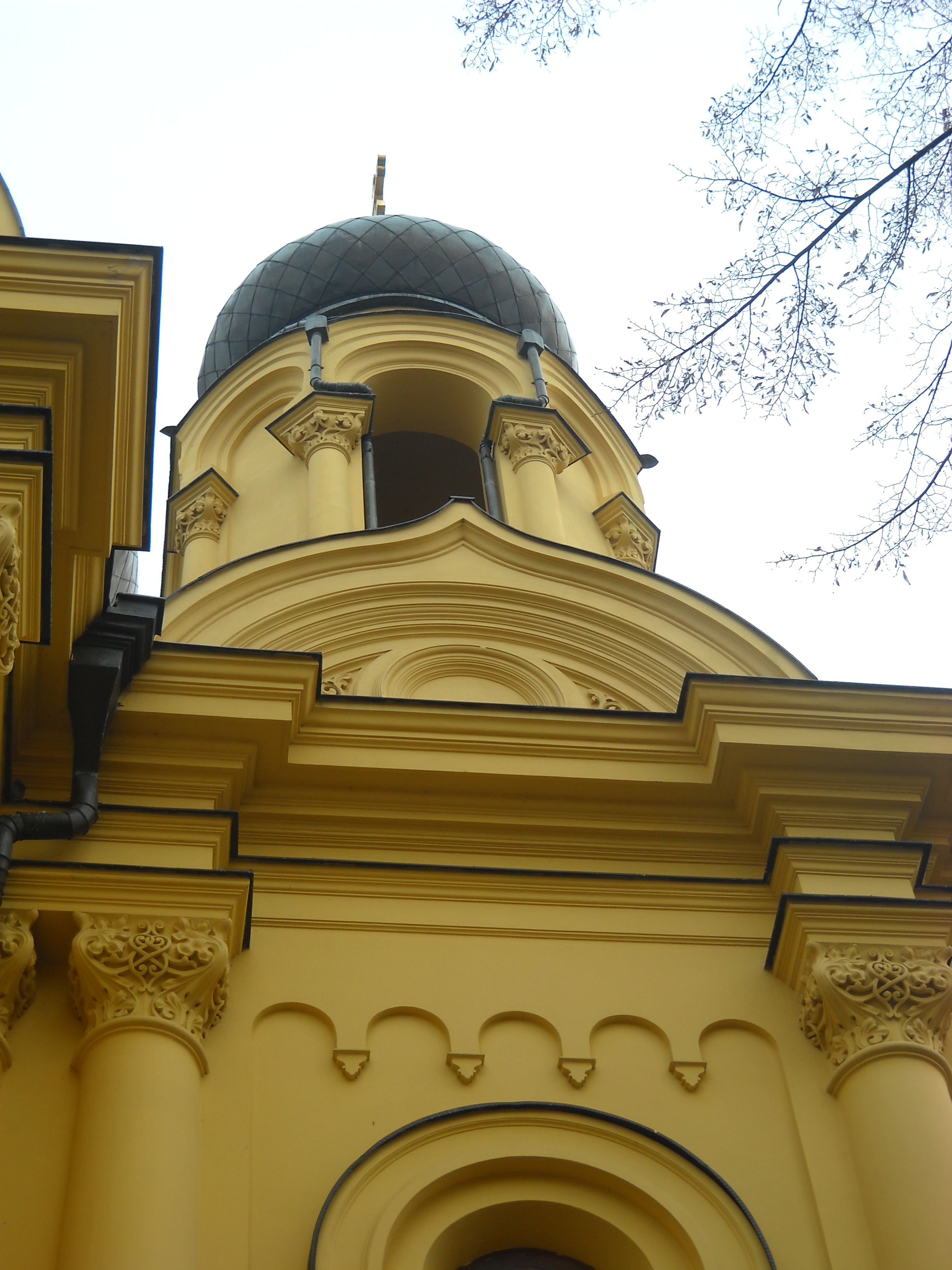
Одна з бічних бань церкви

Церква св. Марії Магдалини до кінця Першої світової війни виконувала лише функцію парафіяльного храму. Попри це, її будівництво, а потім і утримання, російською владою трактувалось як справа престижу, з огляду на локалізацію об'єкту. «Холмсько-Варшавський єпархіальний вісник», офіційний друкований орган Холмсько-варшавської єпархії, у 1895 році писав:
|  | Прямуючи з вокзалу до Варшави, росіяни, передусім, натрапляють на вкрай гарну святиню, звичайно ж це святиня православна (...). Вигляд цієї святині захоплює їх і складається враження (...) що вони забувають про сумну долю росіян в цьому краї. Звучання російського дзвону заглушає в їх душах думки про Польщу, як місце, де було пролито багато крові російської. |

У зв'язку із особливим значенням церкви вже у 1895 році розпочато генеральний ремонт, про котрий просив архієпископ Флавіан (Городецький) в листі до обер-прокурора Священного Синоду, Костянтина Побєдоносцева. Він стверджував, що церква в поганому технічному стані і виглядає не найкращим чином у порівнянні з неподалік розміщеним костелом св. Михаїла і св. Флоріана, котрий був ще на стадії будівництва. Архієпископ вказував також на той факт, що церква часто викликає зацікавлення у закордонних гостей Варшави. Ремонтом керував Володимир Покровський, тодішній головний архітектор єпархії. Він відновив втрачені фрагменти тиньку, очистив стіни від диму свічок, відреставрував позолоту бань та іконостасу. По завершенню робіт, храм було наново освячено.

### Міжвоєнний період і Друга світова війна

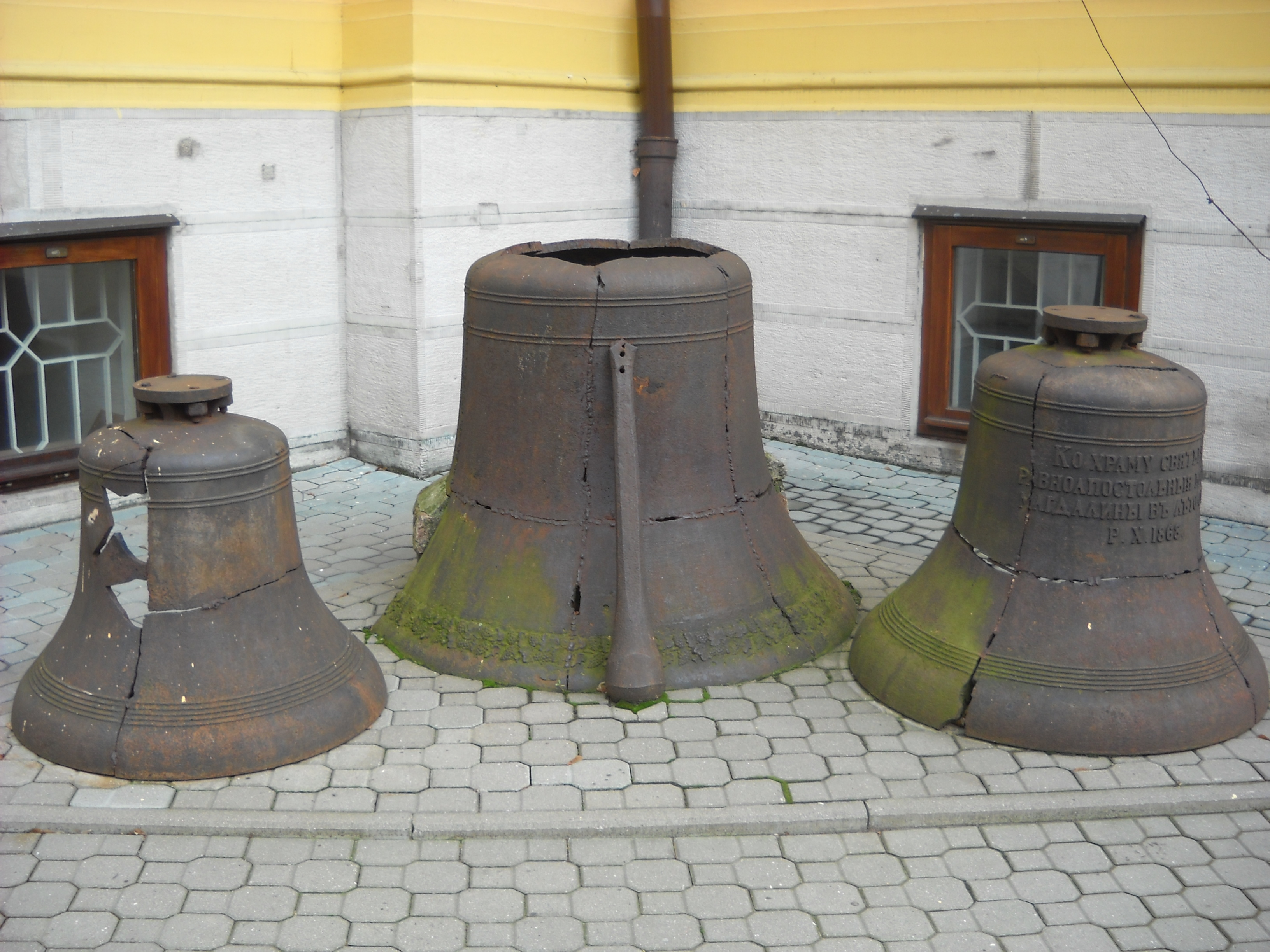
Розрізані дзвони собору св. Марії Магдалини

У 1921 році церква св. Марії Магдалини стала митрополичим собором, ставши після отримання Православною церквою Польщі автокефалії, найголовнішою її святинею. Саме в цьому храмі відбулось оголошення рішення про визнання автокефалії, що містилось в томосі константинопольського патріарха. Це відбулось 17 вересня 1925. Рішення про піднесення церкви св. Марії Магдалини до рангу собору було пов'язане із процесом Ревіндикації (повернення) православних церков. В столиці Польщі залишились лише дві православні церкви. Решту повернено попереднім власникам (це стосувалось реквізованих царатом римо-католицьких святинь), віддано іншим конфесіям, або зруйновано.
Існували плани руйнування також і цього собору, остаточно відкинуті місцевою владою у 1926 році. Для відзначення цього рішення в храмі було уміщено Ченстоховську ікону Матері Божої, образ, що особливо почитається польськими католиками. 1928 року в підземеллях церкви влаштовано другу святиню — каплицю Муки Господньої, до котрої потрапила частина врятованого оснащення з розібраного собору св. Олександра Невського. Раніше, у 1925 було розпочато генеральний ремонт собору, котрий через брак коштів був перерваний по завершенню зовнішніх робіт. Лише в 1930 році стало можливим почати ремонтні роботи в інтер'єрі, зокрема очистку фресок. Комісія, що керувала ремонтом, на чолі з єпископом Саввою (Совєтовим), наказала також відновити іконостас св. Йова Почаївського і відремонтувати електричну інсталяцію.
Протягом Другої світової війни церкві не завдано значної шкоди. 
У 1939 році вибух авіабомби неподалік собору призвів до невеликих ушкоджень даху бічної нави. Восени 1944 року, під час обстрілу Праги німцями, один зі снарядів попав у центральну баню і зруйнував її. Від серйозної пожежі, що могла призвести до повного знищення, церкву урятовано швидкою реакцією мешканців Праги. Тимчасовий ремонт цих ушкоджень проведено в 1945 році. У 1952—1953 роках проведено капітальний ремонт. У 1944 німці висунули вимогу віддати їм церковні дзвони з метою переплавки їх і виготовлення снарядів. Дзвони було порізано і по частинах спущено додолу. Однак виявилось, що сплав, з якого їх було зроблено, для снарядів не підходить. Порізані дзвони було складено перед входом до собору. Новий дзвін куплено в 1947 році з пожертв. Кількаразове звернення пароха Яна Коваленка до Міністерства адміністрації публічної призвело до передачі в 1951 році ще п'яти дзвонів з магазину в Ґданську.

### В часи Польської Народної Республіки

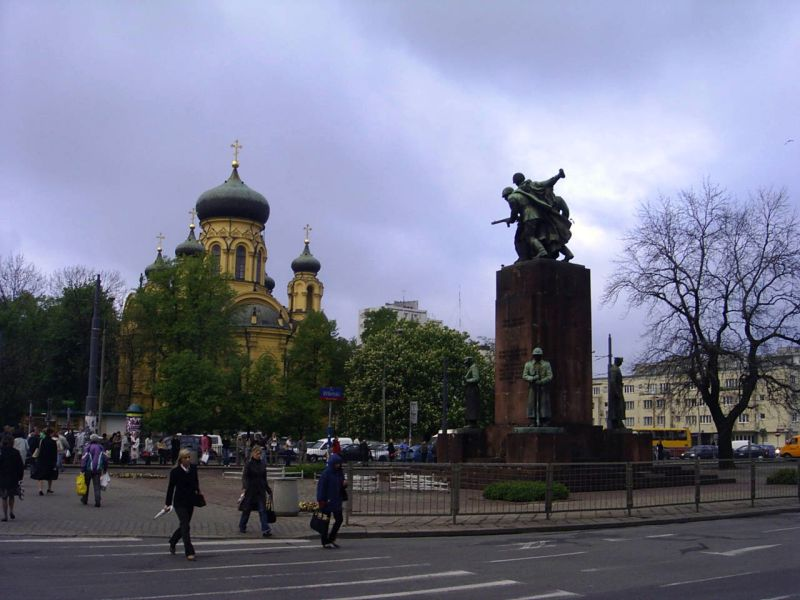
Церква в панорамі Віленської площі

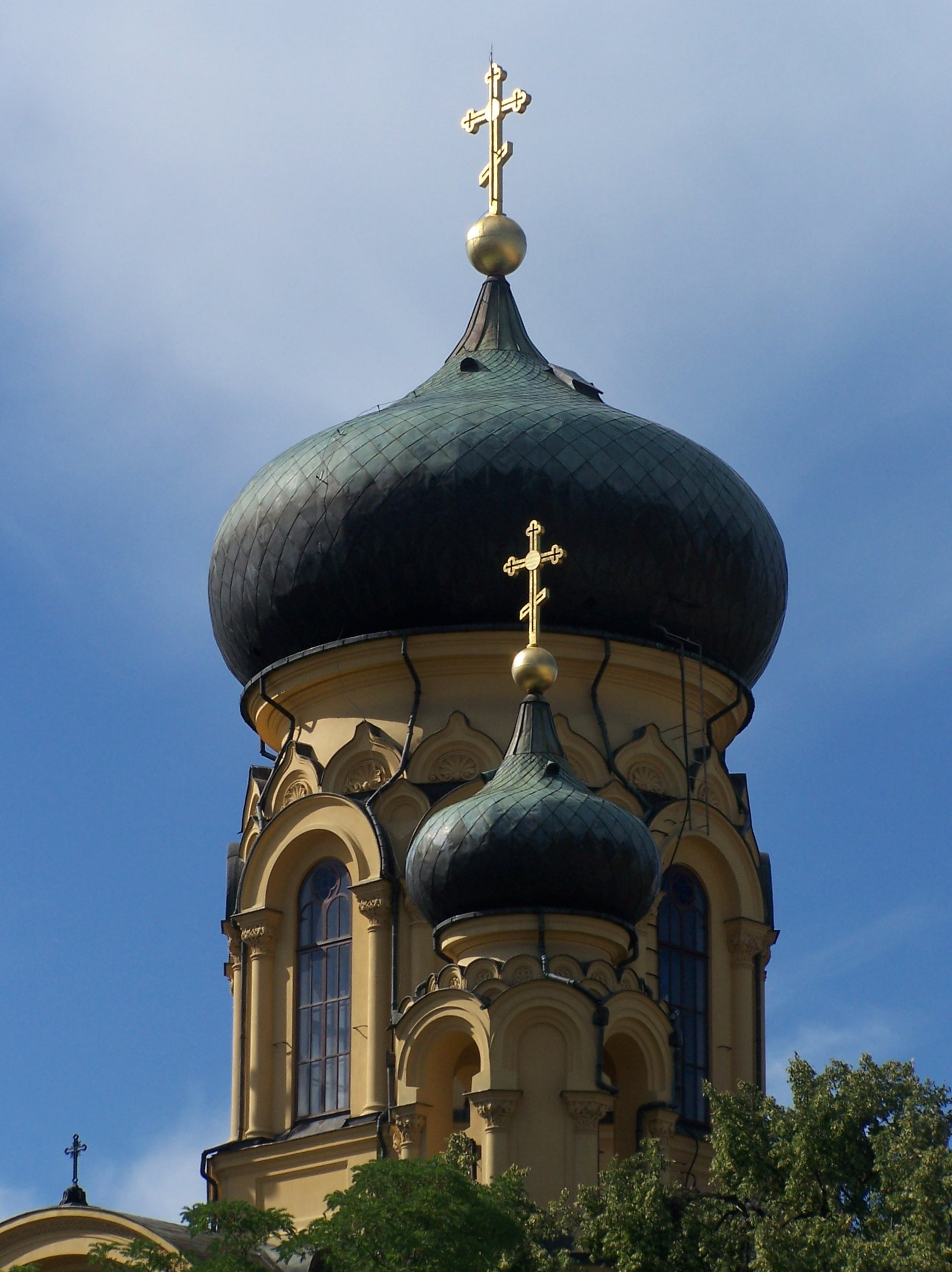
Головний купол церкви

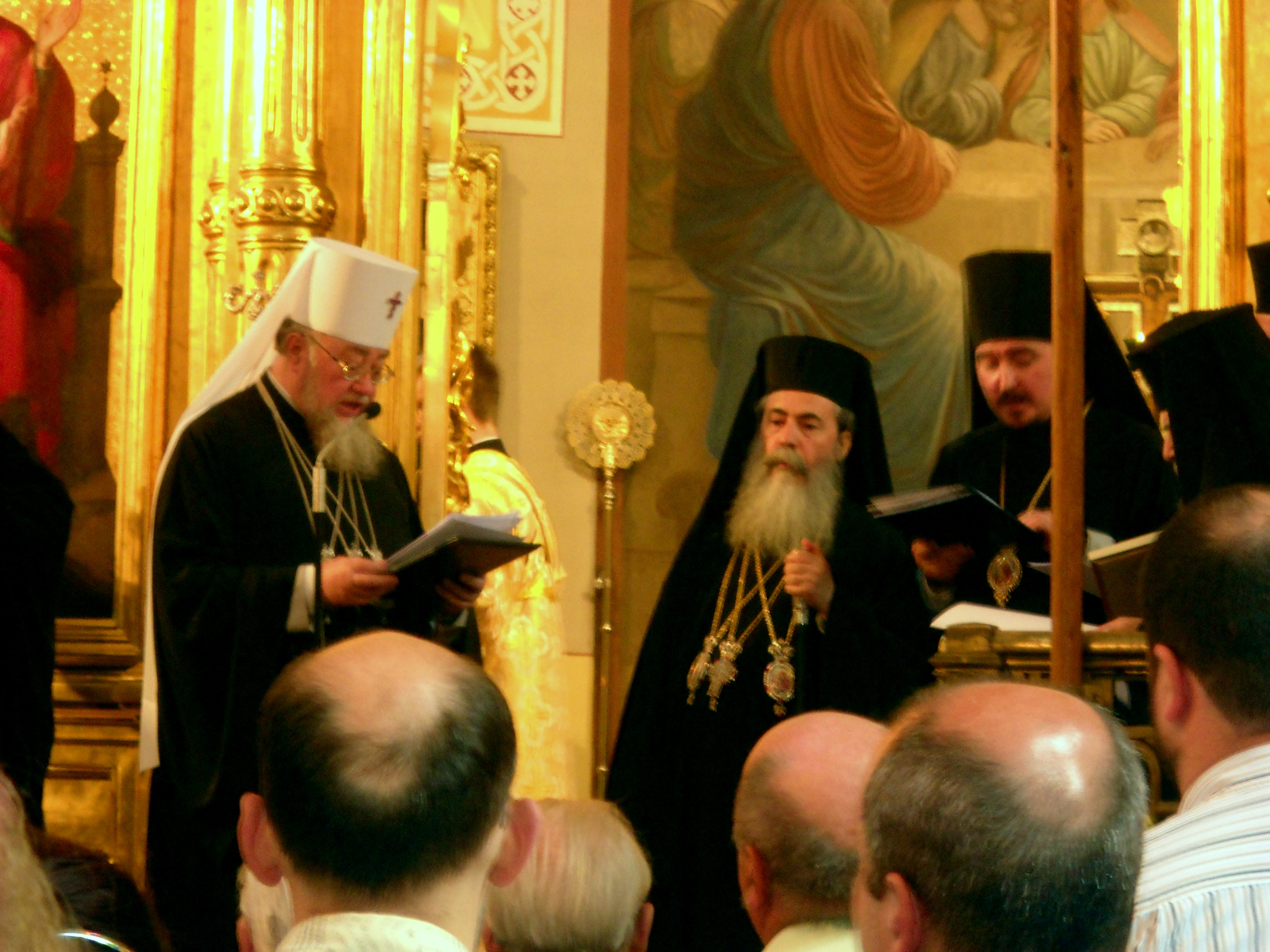
Візит єрусалимського патріарха Теофіла III. Зліва митрополит варшавський Савва (Грицуняк), зправа — єпископ сім'ятицький Єжи (Паньковський). Митрополичий собор — традиційне міце офіційних привітань і прощань з гостями Православної церкви Польщі

Відразу після війни духовні особи собору планували провести його ремонт. Це однак виявилось неможливим, через брак ресурсів і зменшення кількості парафіян, що не давало можливості зібрати достатню кількість коштів. Лише в 1955—1957 роках, шляхом дотацій 90% вартості робіт з реставраційного Громадського фонду відбудови Варшави і Церковного фонду, було виконано відновлення сходів, навколо собору влаштовано нове мощення і виготовлено нову в'їзну браму. Через брак коштів не проведено робіт з відновлення фресок, ушкоджених вологою. Під час ремонтних робіт парафія кілька разів судилася з виконавцями робіт, через розтрату закуплених ними матеріалів.
Ініціатором чергових ремонтних робіт був митрополит варшавський і всієї Польщі Стефан (Рудик). Обраний 1966 року Ремонтний комітет, із священиком Афанасієм Семенюком на чолі, звернувся наступного року з проханням дофінансувати проект з громадських коштів. Влада ПНР виділила на цю справу мільйон злотих. Однак через невчасну консервацію, інтер'єр був сильно знищений, що призвело до великих витрат на реставрацію. Через це Комітет шукав додаткові джерела фінансування, зокрема за кордоном. Через поганий стан фресок, Мистецько-теологічна комісія, що співпрацювала з Комітетом, розглядала навіть можливість виконання нових розписів. Відомий один нереалізований проект. Згідно з ним, зі старих фресок повинна була залишитись лише Таємна вечеря у вівтарному приміщенні. Поблизу неї мав знаходитись сюжет Христос у Гетсиманському саду, а вище — фреска Оранта. На бічних стінах собору заплановано виконати образи Трьох Святих Ієрархів, св. Стефана, а також патронів митрополитів варшавських: святих Георгія, Діонісія, Тимофія і Макарія. Над входом до собору повинна була знаходитись композиція із зображенням Різдва Христового, над іконостасом — Христос Збавитель. Проект передбачав опрацювання не усієї поверхні стін собору, залишаючи декотрі їх частини на розсуд художника. Був запропонований вибір з-посеред сцен, що зображують 12 великих православних свят. В передсінку запропоновано розмістити таблиці з історією храму. Ремонтний комітет влаштував конкурс на реалізацію проекту, але цю ініціативу заблокувало Управління консервації, наказуючи замість пропонованих змін, виконати докладне відтворення вигляду фресок з перших років існування собору, що і було зроблено. Роботами керував Тадеуш Романовський і Ришард Белецький. Представником церкви, що займався наглядом, був ігумен Савва (Грицуняк). На цьому етапі ремонту змінено також електричну інсталяцію і змонтовано апаратуру для гучного мовлення. У 1965 році собор внесено до реєстру пам'яток. Під час ремонтних робіт в соборі не відбувалися служби. Вірні молились в нижній каплиці, або в каплиці св. Михайла — приватній каплиці варшавського митрополита.
В рамках дрібних робіт в інтер'єрі кафедри Адам Сталони-Добжанський виконав новий вітраж із сюжетом Зустріч Христа з Марією Магдалиною, а в 1980 вкотре замінено покриття даху. Ймовірно в той же період з фасаду остаточно усунуто живописне декорування, про існування котрого згадують звіти про ремонт 1968 року.

### Третя Річ Посполита
У 1996 році новий парох Ян Сезонов провів ґрунтовне відновлення нижньої каплиці. Наступні ремонтні роботи розпочав черговий варшавський митрополит Савва (Грицуняк) після зайняття цієї посади. Після 1998 року замінено підлогу і дерев'яні вікна, замінено електричну інсталяцію і вхідні сходи. 1999 року наново зроблено гідроізоляцію. На початку XXI століття проведено чергове поновлення фресок, котрі виявились в гіршому стані ніж припускалось. У зв'язку з цим деякі елементи, як наприклад слова молитви Отче наш вписані в барабані головного купола, довелось замалювати. Відновлено позолоту кіотів і хрестів на куполах.
Нині собор є святинею двох парафій — св. Марії Магдалини і парафії св. Миколая. Від 1990-х років служби останньої відбуваються перед вівтарем св. Йова Почаївського.

## Архітектура

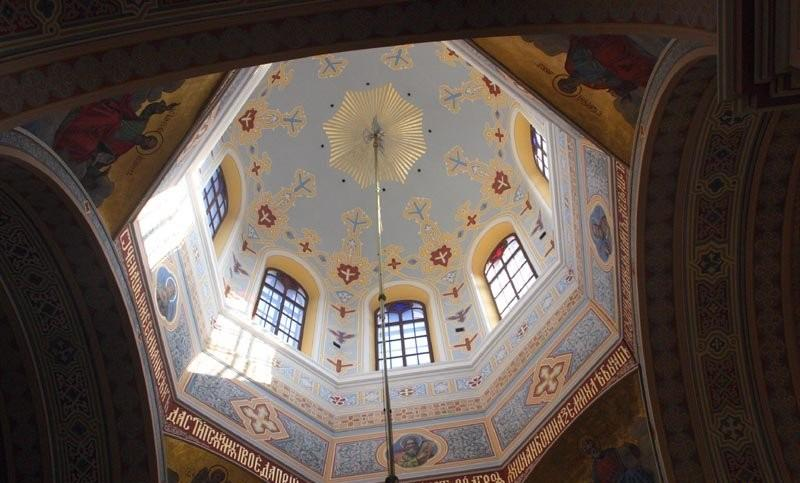
Головний барабан храму

Будівля в плані має форму грецького хреста, зорієнтована на осі захід-схід, накрита чотирисхилим дахом. У церкви п'ять цибулястої форми куполів, розміщених на восьмигранних барабанах. Куполи увінчані православними хрестами. Бічні барабани виконували одночасно функцію дзвіниць з десятьома дзвонами відлитими у Вестфалії. Усі вікна будівлі мають півциркульні завершення з архівольтами на фасаді. Вікна на барабанах додатково фланковані колонами з рослинними мотивами. Окрім того барабани, над вікнами оздоблені рядами кільоподібних арок. Початково на західній стіні церкви в тондо знаходилась композиція Сергія Виноградова Христос Пантократор в оточенні святих Кирила і Мефодія. Той самий художник зобразив у тондо на східній стіні Оранту зі святими Антонієм і Теодосієм Печерським, на північній стіні — образ Богородиці, опертий на Казанській іконі Богородиці, постаті мучениць св. Катерини і св. Олександри, на південній — святих Олени і Ольги. Усі перелічені фрески поступово зруйновані і до нашого часу не збереглись.
Головний вхід до церкви локалізований від заходу і замкнутий півциркульним портиком з подвійними півколонами, встановленими на цоколях. Над портиком розміщене подвійне вікно під спільним архівольтом, у котрому знаходиться пусте тондо. Увесь західний фасад повторює форму портика. Вхід до нижньої каплиці, що знаходиться нижче рівня головної церкви, знаходиться з південної сторони. Зі сходу знаходиться абсида з рядом півциркульно завершених вікон. Всередині в абсиді знаходиться фреска із зображенням покровительки церкви.

### Інтер'єр

#### Фрески

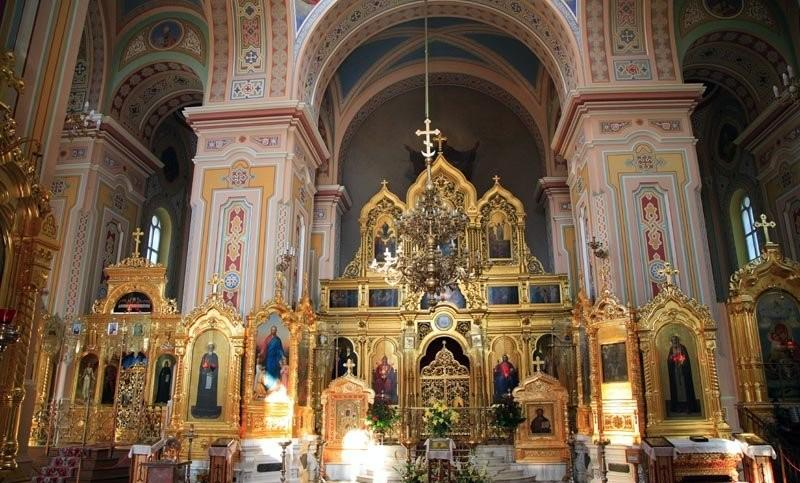
Головний іконостас. Ліворуч — іконостас із вівтарем св. Йова Почаївського. По його правій стороні, перед філяром — ікона св. Сергія Радонезького, далі — ікона Христа з дітьми

Ще до кінця XIX століття продовжувались роботи над подальшим декоруванням інтер'єру святині. 27 фресок виконано Сергієм Виноградовим. Зокрема на склепінні образи Богородиці, Мойсея, Іллі, Давида, Ісаака, євангелістів і текст молитви Отче наш. На бічних стінах церкви той самий художник намалював постаті Костянтина Великого і Володимира Великого, а також апостолів Якова, Пилипа, Варфоломія, Хоми, Симона і Юди Тадеуша, а також святих Василія Великого, Івана Золотоустого, Миколая Чудотворця, Григорія Богослова, Сергія Радонезького а також так званих «московських чудотворців» — святих Олексія, Йони і Петра. У вівтарному приміщенні з'явилась фреска Васильєва Таємна Вечеря і постать Бога-Отця. Над вхідними дверима в інтер'єрі розміщено фреску із зображенням Знамення Божої Матері, а над вікнами — постаті св. Володимира і св. Костянтина Великого.
Розміщення образів святих мало відображати їх значення в історії. Постаті старозавітних пророків, згідно з візантійською традицією, знаходились на внутрішній стороні головного барабану, що мало вказувати на їх посередництво між землею і сферою небесною. Натомість постаті святих пов'язаних з історією Русі і Росії мали нагадувати про статус православ'я як державної релігії.

#### Іконостаси
Виготовлення трьохрядного іконостасу коштувало шість тисяч рублів. Ікони написані Василем Васильєвим. Центральним акцентом найнижчого ряду є ажурні царські врата, на котрих знаходяться ікони з Благовіщенням і євангелістами. По обидві сторони воріт традиційно розміщені постаті Ісуса Христа і Богородиці. Зліва також знаходяться ікони пророка Іллі та св. Володимира, зправа — св. Стефана і Марії Магдалини. Другий ряд утворюють (з ліва на право) ікони: Успіння Богородиці, Різдва Богородиці, Таємної вечері, Хрещення Ісуса Христа і Різдва Христового. В найвищому ряду знаходиться ікона Святої Трійці, Воскресіння і Вознесіння Господнього.
У 1892 в церкві з'явився бічний іконостас перед вівтарем св. Йова Почаївського. Він двохрядний і складається з образів Христа, Богоматері, архангела Гавриїла і св. Йова Почаївського в нижньому ряді, та ікони Таємної Вечері у верхньому. На царських вратах уміщено такі ж сюжети, як і на вратах головного іконостасу. Згідно з інформацією з православної преси кінця XIX ст., що видавалась у Варшаві, іконостас цей знаходився початково у варшавській церкві св. Тетяни.
У другому вівтарі уміщено в 1926 році образ Матері Божої Ченстоховської. Цей вівтар є вотумом подяки за те, що церква пережила акцію ревіндикації православних сакральних об'єктів.

#### Інші елементи оздоблення інтер'єру

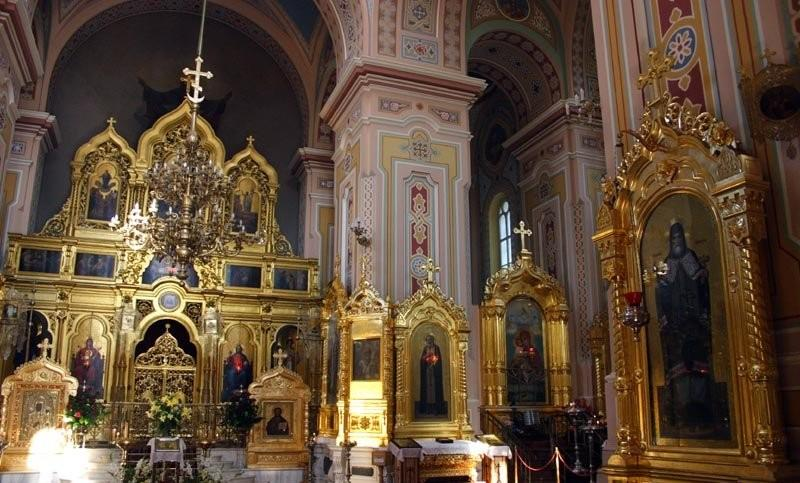
Вид інтер'єру катедри з іконами: св. Митрофана (праворуч при стовпі), св. Серафим з Сарова (при протилежному стовпі), св. Миколая (по лівій стороні ікони св. Серафима), ікона Почаївської Богоматері (праворуч від ікони св. Серафима). Перед іконостасом видно ківоти з іконами Ісуса Христа і Ченстоховською іконою Богоматері.

У церкві знаходились дві кахлеві печі, призначені для обігріву. Початково плани передбачали інсталяцію сучасного газового освітлення, що для храмів було новинкою, проти чого однак заперечив архієпископ Іоаннікій (Горський), зажадавши традиційного використання воскових свічок. Як аргументував архієпископ, Віск розм'якає від вогню, що нагадує людині, що і його серце повинно ставати щоразу м'якшим у світлі науки Христової.
Окрім ікон в іконостасах, у церкві були також образи святих, розміщені осібно в кивотах. З часів будівництва святині походили зображення св. Олександра Невського і Вознесіння Господнього, котрі знаходяться по обидва боки головного іконостасу. Ці ікони пожертвувано в 1869 році командуванням варшавського округу, як дар на знак подяки за збереження життя царя Олександра II після чергового замаху. В 1890 зправа від іконостасу з'явилась копія Почаївської ікони Матері Божої, подарована церкві архимандритом Макарієм, монахом з Афону, а в 1915, коли німцями було прорвано лінію фронту, ікона вивезена до Росії. Нинішній образ — це копія, зроблена в пізніших часах архімандритом Паісієм, ченцем з Почаївської лаври.
У соборі є також 15 образів святих уміщених в золотих ківотах. Це (починаючи від північної стіни) ікони святого Андрія, св. Олександри, св. Сергія Радонезького, Христа, що благословляє дітей, Вознесіння Господнього, св. Олександра Невського, св. Миколая, св. Серафима з Сарова, Почаївська ікона Богородиці, св. Пантелеймона, св. Феодосія Печерського. Під стовпами собору знаходяться ікони св. Стефана Архидіакона, св. Антонія Печерського, св. Єлизавети і св. Митрофана. В XIX ст. також в Почаївській лаврі, з'явились окрім того дві церковні хоругви, що зображують відповідно Воскресіння Господнє і покровительку церкви, а також Покрову і св. Йова Почаївського.

### Нижня каплиця

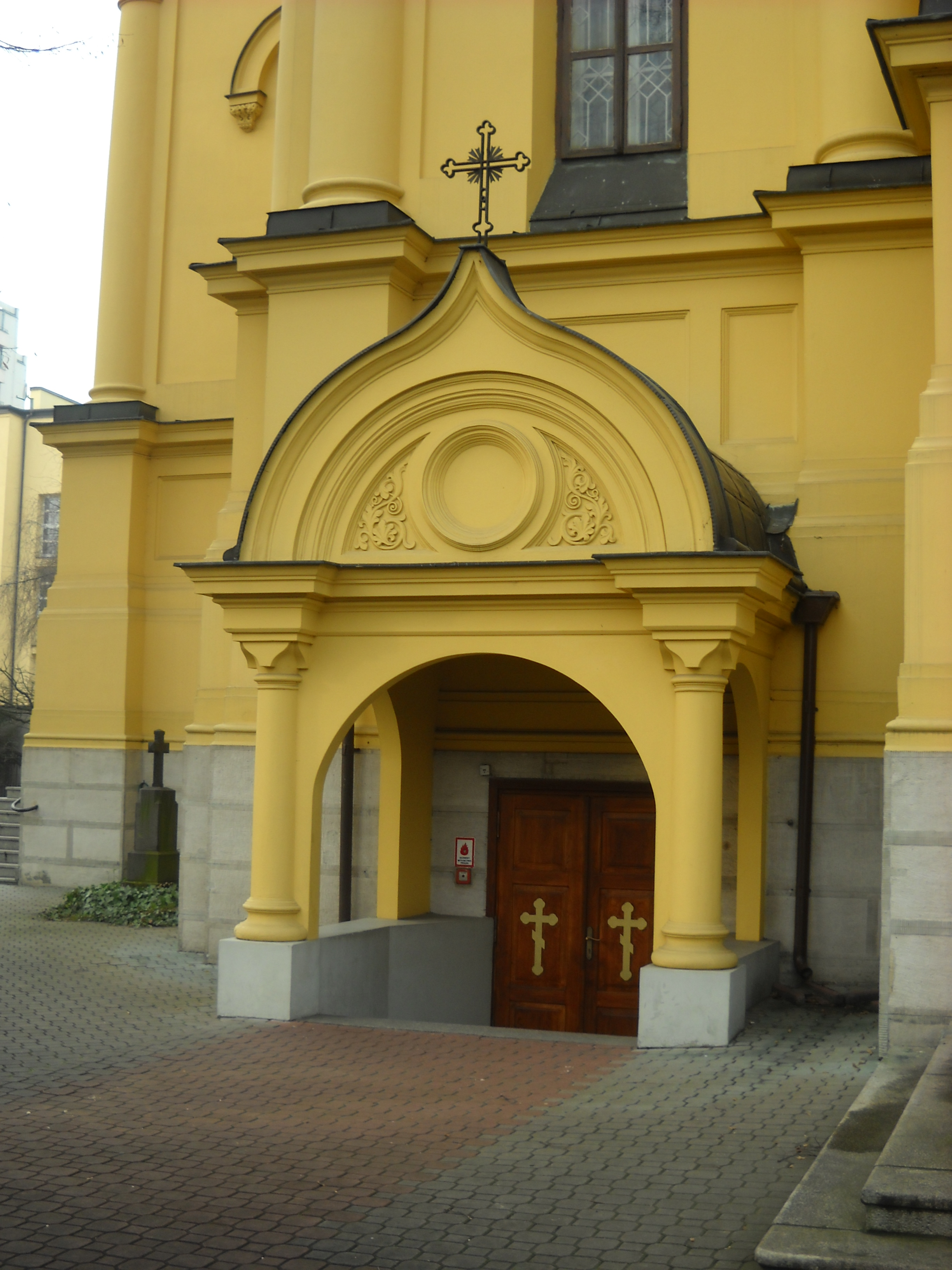
Вхід до нижньої каплиці

Сучасний вигляд каплиці Муки Господньої в підвалах собору сформувався в другій половині 1990-х років. В той час Лідія і Сотирис Пантопулоси виконали в ній фрески на стелі. Всередині виставлені мозаїки з собору св. Олександра Невського, котрі у 1985 році парафія отримала від Варшавського національного музею. В тильній частині каплиці розміщено Голгофу. Поруч з іконостасом каплиці уміщено фрагмент малахітового стовпа з собору на Площі Саській. Головна ікона нижньої каплиці є варіантом Іверської ікони Богородиці, дар монахів з Афону.